# Mînaiivșciîna, Horodnea
Mînaiivșciîna (în ucraineană Минаївщина) este un sat în comuna Molojava din raionul Horodnea, regiunea Cernihiv, Ucraina.

## Demografie
Componența lingvistică a localității Mînaiivșciîna
     Ucraineană (100%)
Conform recensământului din 2001, toată populația localității Mînaiivșciîna era vorbitoare de ucraineană (100%).